# Ali Smith
Ali Smith CBE FRSL (Inverness, 24 augustus 1962) is een Schotse auteur, toneelschrijver, academicus en journalist. Sebastian Barry omschreef haar in 2016 als "de Nobelprijswinnaar van Schotland in afwachting".

## Jeugd en opleiding
Smith werd geboren in Inverness op 24 augustus 1962 als dochter van Ann en Donald Smith. Haar ouders kwamen uit de arbeidersklasse en ze groeide op in een sociale woning in Inverness. Van 1967 tot 1974 ging ze naar de St. Joseph's RC Primary School. Tot 1980 ging ze naar Inverness High School.
Ze studeerde van 1980 tot 1985 Engelse taal en literatuur aan de Universiteit van Aberdeen. Ze won de Bobby Aitken Memorial Prize for Poetry van de universiteit in 1984.
Van 1985 tot 1990 ging ze naar Newnham College, Cambridge, waar ze een doctoraatsopleiding volgde over 'modernisme en vreugde in de Ierse en Amerikaanse literatuur'. Ze wilde de werken van James Joyce, Wallace Stevens en William Carlos Williams onderzoeken. Ze maakte deze opleiding niet af, mede vanwege de enorme omvang van haar schrijfactiviteiten.
Ze verhuisde naar Edinburgh in 1990 en ging aan de slag als universitair docent Schotse, Engelse en Amerikaanse literatuur aan de Universiteit van Strathclyde. In 1992 stopte Smith met doceren omdat ze aan het chronische-vermoeidheidssyndroom leed. Ze keerde terug naar Cambridge om te herstellen en begon romans, toneelstukken en korte verhalen te schrijven.
In haar jeugd had Smith verschillende parttime banen, waaronder als serveerster, sla-schoonmaker, assistent bij een toeristeninformatie, receptioniste bij BBC Highland en copywriter.

## Carrière
Terwijl Smith aan haar doctoraat werkte, schreef ze verschillende toneelstukken die werden opgevoerd tijdens het Edinburgh Festival Fringe en Cambridge Footlights. Nadat Smith Schotland verliet en terugkeerde naar Cambridge, schreef ze met name korte verhalen en werkte ze als freelance literatuurrecensent voor de krant The Scotsman.
In 1995 publiceerde ze haar eerste boek, Free Love and Other Stories, een verzameling van 12 korte verhalen. De bundel won het Saltire First Book of the Year award en de Scottish Arts Council Book Award.
Haar eerste roman, Like, verscheen in 1997. Haar tweede roman, Hotel World uit 2001, won de Encore Award, de East England Arts Award of the Year en de Scottish Arts Council Book of the Year Award en stond op de shortlist voor zowel de Orange Prize als de Booker Prize. The Accidental uit 2005 won de Whitbread Novel Award en stond ook op de shortlist voor zowel de Orange Prize als de Booker Prize. There but for the werd in 2011 gepubliceerd, in 2014 gevolgd door How to Be Both. How to be Both werd genomineerd voor de Booker Prize en de Folio prize, en won de Bailey’s Women's Prize for Fiction, de Goldsmith prize en Costa Novel of the Year.
Van haar meest recente romans Herfst, Winter en Lente, stond Herfst op de shortlist van de Booker Prize en Lente op de shortlist van de Orwell prize. Het vierde deel, Zomer, van dit "seizoenskwartet" verscheen in 2020.
Smith wordt gezien als een schrijver die regelmatig politieke thema's aan de kaak stelt in haar boeken. 

In genoemde tetralogie staat het leven in Groot-Brittannië na het Brexit-referendum centraal. Andere actuele thema's die een rol spelen in de boeken van Smith, zijn online shaming in The Accidental, seksediscriminatie in Girl Meets Boy en dakloosheid in Hotel World. Ook kunst keert regelmatig terug als motief in het werk van Smith. Zo staat de Italiaanse Renaissance kunst centraal in How To Be Both en in elke roman van het seizoenskwartet is het werk van een vrouwelijke beeldend kunstenaar onderdeel van de verhaallijn. In Herfst is dit popart kunstenaar Pauline Boty, in Winter beeldhouwer Barbara Hepworth, in Lente fotograaf Tacita Dean.
Kenmerkend voor Smiths stijl is het veelvuldig gebruik van woordspelingen. Smiths werk benadrukt de niet-lineariteit van tijd en de grenzen tussen echte en ingebeelde werelden zijn vaag. Ook komen er satirische passages voor in de boeken van Smith, wat haar soms een vergelijking oplevert met de Schotse auteur Muriel Spark. Ook Virginia Woolf wordt genoemd als invloed. Een andere inspiratiebron is schrijver Katherine Mansfield, naar wie Smith verwijst in Lente, in Artful en in het verhaal The Ex-Wife, uit de bundel Public Library and Other Stories.
Smith schrijft artikels voor The Guardian, The Scotsman, New Statesman en de Times Literary Supplement.

## Korte verhalen
- Free Love and Other Stories (1995), bekroond met de Saltire First Book of the Year Award en de Scottish Arts Council Book Award .[19]
- Other Stories and Other Stories (1999)[3]
- The Whole Story and Other Stories (2003)[20]
- The First Person and Other Stories (2008)[21]
- Public Library and Other Stories (2015)

## Fictie
- Like (1997)[3]
- Hotel World (2001), bekroond met de Encore Award, een Scottish Arts Council Book Award en de inaugurele Scottish Arts Council Book of the Year Award. Op de shortlist voor de Orange Prize for Fiction en de Man Booker Prize for Fiction.
- The Accidental (2005), genomineerd voor de Man Booker Prize 2005, de Orange Prize for Fiction, en won de Whitbread Novel of the Year award 2005.
- Girl Meets Boy (2007), winnaar van Diva's Book of the Year,[22] Sundial Scottish Arts Council Novel of the Year.[23]
- There But For The (2011), door de Guardian omschreven als een van de beste romans van het jaar.[24]
- How to Be Both (2014), genomineerd voor de Man Booker Prize 2014,[25] de Baileys Women's Prize for Fiction 2015 (winnaar),[26] en de Folio Prize . Het was de winnaar van de Goldsmiths Prize 2014[27][28] en van de Novel Award in de Costa Book Awards 2014.
- Autumn (2016), genomineerd voor de Man Booker Prize 2017.[29]
- Winter (2017)
- Spring (2019)
- Summer (2020)[30]
- Gliff (2024)

## Non-fictie
- Artful (2012), genomineerd voor de inaugurele Goldsmiths Prize (2013).[31][32]
- Shire (2013), met afbeeldingen van Sarah Wood: korte verhalen en autobiografische teksten. Full Circle Editions.

## Toneelstukken
- Stalemate (1986), niet gepubliceerd, gespeeld op het Edinburgh Festival Fringe[5][6]
- The Dance (1988), niet gepubliceerd, gespeeld op het Edinburgh Festival Fringe
- Trace of Arc (1989), gespeeld op het Edinburgh Festival Fringe
- Amazons (1990), Cambridge Footlights
- Comic (1990), niet gepubliceerd, gespeeld op het Edinburgh Festival Fringe
- The Seer (2001)[33]
- Just (2005)

## Andere projecten
- Ali Smith werkte samen met de Schotse band Trashcan Sinatras en schreef de tekst van een nummer genaamd "Half An Apple", een liefdeslied over het bewaren van een halve appel voor een geliefde die weg is. Het lied werd uitgebracht op 5 maart 2007 op het album Ballads of the Book.[4]
- In 2008 produceerde Ali Smith The Book Lover een verzameling van haar favoriete teksten, waaronder stukken van Sylvia Plath, Muriel Spark, Grace Paley en Margaret Atwood . Het bevat ook werk van bekende schrijvers als Joseph Roth en Clarice Lispector.[34]
- In 2008 droeg ze een kort verhaal "Writ" bij aan een bloemlezing ter ondersteuning van Save the Children . De bloemlezing is getiteld "The Children's Hours" en werd uitgegeven door Arcadia Books. Er zijn buitenlandse edities verschenen in Portugal, Italië, China en Korea.
- In 2011 schreef ze een autobiografisch stuk voor The Observer in hun serie "Once upon a life":.[35]
- In oktober 2012 las ze een preek in de kathedraal van Manchester voor gasten en studenten, gevolgd door een signeersessie.[36]
- In 2013 publiceerde Smith Artful, een boek dat is gebaseerd op haar lezingen over Europese vergelijkende literatuur die ze het voorgaande jaar aan het Saint Anne's College in Oxford had gegeven.[37]
- Op 14 mei 2013 gaf Ali Smith de inaugurele Harriet Martineau-lezing, ter ere van Norwich, UNESCO City of Literature 2012.[38]
- Ali Smith is patroon van de online bloemlezing Visual Verse. Haar stuk Untitled, geschreven naar aanleiding van een afbeelding van kunstenaar Rupert Jessop, verscheen in de editie van november 2014.[39]
- Op 10 september 2015 werd Ali Smith door Goldsmiths, University of London voorgedragen als Honorary Fellow.[40]
- In 2011 droeg ze het kort verhaal "Scots Pine (A Valediction Forbidding Mourning)" bij aan Why Willows Weep, een bloemlezing die The Woodland Trust ondersteunt. De paperbackeditie is uitgebracht in 2016.[41]
- In juli 2016 ontving Smith een eredoctoraat van de University of East Anglia.[42]
- In maart 2019 publiceerde Smith The Story of Antigone, een hervertelling van de klassieker van Sophocles. Het boek maakt deel uit van de serie "Save the stories" van Pushkin Children's Books en is geïllustreerd door Laura Paoletti.[43]

## Privé-leven
Smith woont in Cambridge met haar partner, filmmaker Sarah Wood.

## Prijzen en onderscheidingen
In 2007 werd Smith benoemd tot Fellow van de Royal Society of Literature
Ze werd benoemd tot Commander of the Order of the British Empire (CBE) in de New Year Honours 2015 voor diensten aan literatuur.
In 2019 kende de Universiteit van Newcastle haar een eredoctoraat toe (D.Litt ).
In 2020 werd de Europese Literatuurprijs aan haar toegekend.
- Bibsys: 1080265
- Biblioteca Nacional de España: XX1690322
- Bibliothèque nationale de France: cb145112744 (data)
- Catàleg d'autoritats de noms i títols de Catalunya: 981058520358706706
- CiNii: DA13977213
- Gemeinsame Normdatei: 130581313
- International Standard Name Identifier: 0000 0001 2148 8023
- Library of Congress Control Number: no95051389
- Nationale Bibliotheek van Letland: 000091285
- MusicBrainz: 917d5c32-9c50-4783-9f70-fa9fd1269b6a
- Bibliotheek van het Japanse parlement: 00908603
- Nationale Bibliotheek van Tsjechië: xx0007376
- Nationale bibliotheek van Australië: 35473530
- Nationale Bibliotheek van Israël: 987007305935605171
- Nationale Bibliotheek van Polen: a0000003041762
- Nationale en Universitaire bibliotheek Zagreb: 000340032
- Nederlandse Thesaurus van Auteursnamen: 216422744
- Réseau des bibliothèques de Suisse occidentale: 02-A008946223
- Istituto Centrale per il Catalogo Unico: UBOV696092
- SNAC: w61c1w76
- Système universitaire de documentation: 058496165
- Trove: 965878
- Virtual International Authority File: 118024365
- WorldCat: E39PBJbGWgmr7fJDDfx67Xc3wC